# بولين ماروا

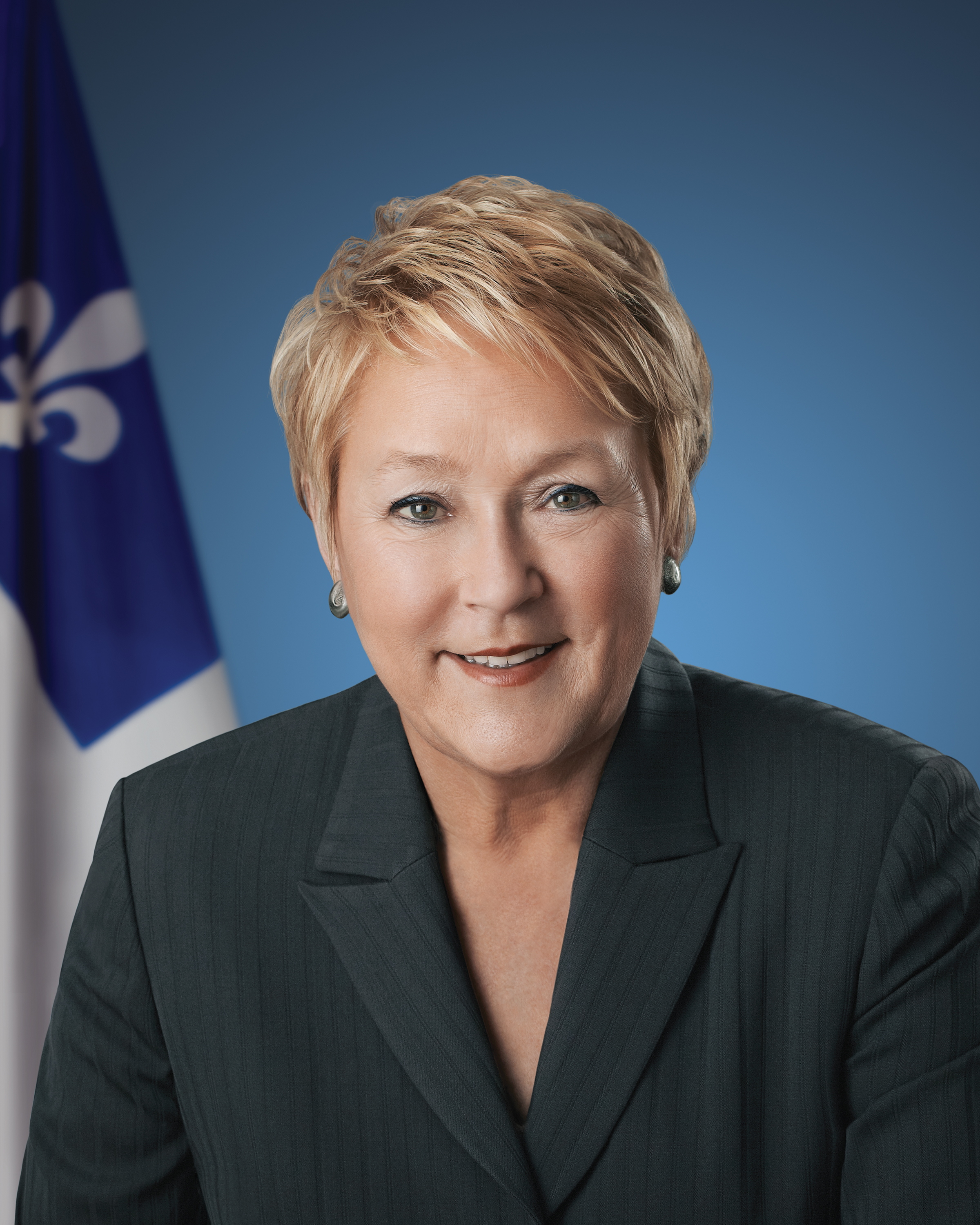
بولين ماروا

بولين ماروا (بالإنجليزية: Pauline Marois) سياسية كندية، وهي زعيمة الحزب الكيبيكي في ولاية كيبك، كندا منذ سنة 2007 وحتى الآن. ولدت في 29 مارس 1949.
في 4 سبتمبر 2012 تم انتخابها رئيساً لوزراء كيبك خلفاً لجان شاريه، وهي بذلك أول سيدة تتولى هذا المنصب في تلك الولاية الكندية.

## روابط خارجية
- بولين ماروا على موقع الموسوعة البريطانية (الإنجليزية)
- بولين ماروا على موقع مونزينجر (الألمانية)